# Disturbo delirante
Il disturbo delirante è una psicosi caratterizzata da una forma di delirio cronico basato su un sistema di credenze illusorie che il paziente crede vere (resistenti a ogni critica) e che ne alterano l'approccio con la realtà.
A parte l'incapacità di valutare oggettivamente il sistema di credenze illusorie che danno origine al delirio, il paziente mantiene le proprie facoltà razionali e in genere le sue capacità di relazione sociale non sono compromesse. Alcune forme di disturbo delirante (in particolare quelle basate su convinzioni a tema persecutorio, come la convinzione di essere spiati o di essere vittima di un complotto di qualche genere) vengono tradizionalmente indicate come casi di paranoia, termine che oggi è in disuso nella comunità scientifica internazionale.

## Tipologie
Un disturbo delirante può essere basato su qualunque sistema di credenze erronee, ma alcune forme sono più frequenti di altre. I pazienti con disturbi di tipo erotomaniaco credono di essere segretamente amati da qualcuno; in alcuni casi il presunto amante è un personaggio famoso (sindrome di de Clerambault). Nei deliri di tipo megalomaniaco, il paziente è convinto di essere depositario di una capacità o di una conoscenza di grandissima importanza (per esempio, di avere una missione affidatagli direttamente da Dio). Nei deliri di tipo somatico il paziente è convinto di avere una deformità, una malattia o un altro difetto fisico grave, come un cattivo odore o parassiti. I deliri di tipo persecutorio (spesso genericamente indicati come paranoia) sono caratterizzati dal fatto che il paziente è convinto di essere vittima di un complotto o di una persecuzione (per esempio di essere spiato, di essere progressivamente avvelenato, o di trovarsi in procinto di essere assassinato).

## Sintomi ed evoluzione
Il disturbo delirante evolve in genere dalla degenerazione di tratti caratteriali come il fanatismo, la mitomania, la diffidenza, l'inclinazione al rancore e via dicendo. La nascita del disturbo può non avere sintomi rilevanti dal punto di vista delle capacità dell'individuo di vivere una vita sociale relativamente normale, ma la sua degenerazione può modificare questa situazione. Per esempio, i pazienti con disturbi di tipo erotomaniaco possono avere fasi maniacali verso  la vittima del loro delirio con telefonate, appostamenti, e altri tentativi indesiderati di contatto, mentre quelli che ritengono di essere vittime di persecuzioni possono diventare violenti e isolarsi progressivamente dalla società.

## Terapia
Benché non vi siano particolari indicazioni di tipo farmacologico per il trattamento del disturbo delirante, spesso vengono impiegati antipsicotici per una cura sintomatica. Il trattamento psichiatrico ha in genere lo scopo di allontanare il paziente dalle sue credenze pervasive cercando di interessarlo a qualcos'altro, per esempio affidandogli un obiettivo da raggiungere difficile ma gratificante, e quindi in grado di indirizzare altrove le sue energie mentali.